# 新安水库 (舒兰)
新安水库是中国吉林省吉林市舒兰市境内的一座水库，位于呼兰河支流黄泥河上，建于1971年。水库正常库容为1913万立方米，集雨面积为105平方千米，海拔为291.2米。